# 25 км (зупинний пункт)
25 км — пасажирський залізничний зупинний пункт Одеської дирекції Одеської залізниці на лінії Мигаєве — Ротове.
Розташований поблизу села Знам'янка, Березівський район, Одеської області між станціями Мигаєве (25 км) та Новознам’янка (4 км).
Станом на початок 2018 р. не здійснюється пасажирське сполучення.